# Ray W. Jones
Ray Williams Jones (* 5. April 1855 in Remsen, Oneida County, New York; † 1. August 1919 in Seattle, Washington) war ein US-amerikanischer Politiker. Zwischen 1903 und 1907 war er Vizegouverneur des Bundesstaates Minnesota.

## Werdegang
Ray Jones kam zu einem unbekannten Zeitpunkt nach Minnesota und war in der Holzbranche, im Bankgewerbe und im Eisenbahngeschäft tätig. Politisch wurde er Mitglied der Republikanischen Partei. Im Juni 1900 nahm er als Delegierter an der Republican National Convention in Philadelphia teil, auf der Präsident William McKinley zur Wiederwahl nominiert wurde.
1902 wurde Jones an der Seite von Samuel Rinnah Van Sant zum Vizegouverneur von Minnesota gewählt. Dieses Amt bekleidete er zwischen 1903 und 1907. Dabei war er Stellvertreter des Gouverneurs und Vorsitzender des Staatssenats. Seit 1905 diente er unter dem neuen Gouverneur John Albert Johnson. Nach seiner Zeit als Vizegouverneur ist er politisch nicht mehr in Erscheinung getreten. Er starb am 1. August 1919 in Seattle. Seit 1888 war Ray Jones mit Pauline B. Spitzley verheiratet.